# 1999 au Manitoba
Chronologie du Manitoba
- 1995
- 1996
- 1997
- 1998
- 1999
- 2000
- 2001
- 2002
- 2003

Cette page concerne des événements d'actualité qui se sont produits durant l'année 1999 dans la province canadienne du Manitoba.

## Politique

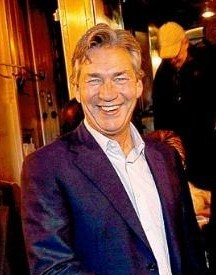
Gary Doer

- Premier ministre : Gary Filmon puis Gary Doer
- Chef de l'Opposition :
- Lieutenant-gouverneur : Yvon Dumont
- Législature :

## Événements
- 21 septembre : élection générale au Manitoba — le gouvernement du Parti progressiste-conservateur est défait par le Nouveau Parti démocratique et Gary Doer succède à Gary Filmon au poste de Premier ministre.